# Edelbeuren
Edelbeuren ist ein Teilort der Gemeinde Erolzheim im Landkreis Biberach in Oberschwaben.

## Beschreibung

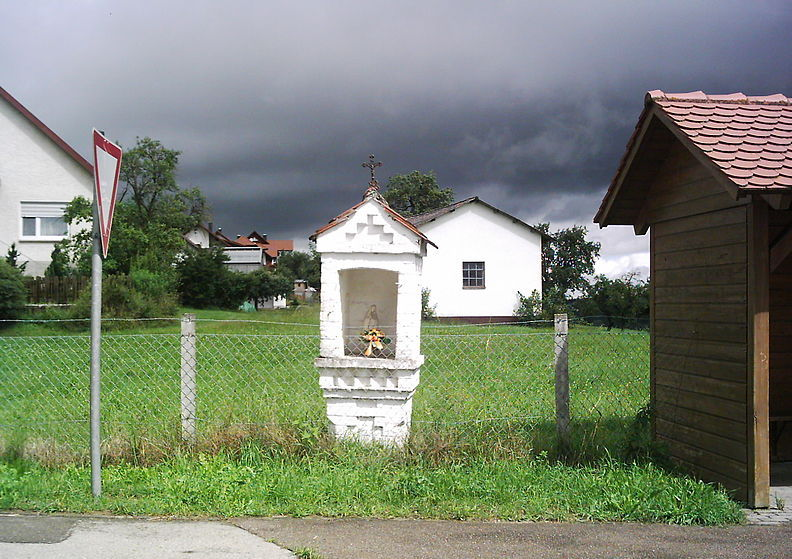
Feldkreuz in Edelbeuren 2007

Das kleine Straßendorf liegt im oberen linken Tal der Rot und grenzt an Gutenzell. Im Tal kreuzt sich die K 7511 mit der K 7580. Im Jahre 1340 veräußerte ein Werner von Erolzheim Edelbeuren samt Grund und Untertanen an das Kloster Ochsenhausen. Schon im Jahre 1496 erwarb ein Mitglied der Herrschaft Erolzheim den Ort zurück und errichtete dort ein heute noch bestehendes Schloss. Bis zur Säkularisation blieb Edelbeuren ein Teil der Ritterherrschaft Erolzheim. Das Schloss ist mittlerweile ein stattliches Bauernhaus. Im Jahre 1806 fiel Edelbeuren an das Königreich Bayern, bis es 1810 in das Königreich Württemberg eingegliedert wurde.

## Bauwerke
- Kapelle St. Sebastian und Margaretha
- Spielplatz
- Schlössle

## Persönlichkeiten
- Franz Josef Konrad (1891–1957), in Edelbeuren geborener Politiker, Oberbürgermeisters in Schwäbisch Gmünd